# Monatshefte für Mathematik
Monatshefte für Mathematik je odborný recenzovaný matematický časopis vydávaný nakladatelstvím Springer Science+Business Media.
Časopis byl původně založený roku 1890 Gustavem von Escherichem a českým matematikem Emilem Weyrem a pod jménem Monatshefte für Mathematik und Physik vycházel ve Vídni do roku 1944. V roce 1947 jej znovuzaložil Johann Radon pod současným názvem a od roku 1948 ho vydává současné nakladatelství.
Mezi historicky nejvýznamnější články v časopise vyšlé patří ty, v nichž Kurt Gödel představil své věty o neúplnosti.